# Rh (диграф)
Rh, rh — диграф, используемый в орфографии латинского языка. Буквы R и H, входящие в состав этого диграфа, пишутся раздельно. В латыни обозначает звук [r] и используется в словах заимствованных, главным образом греческого происхождения.
Диграф появился в результате транслитерации древнегреческих слов, в которых он читался как [r̥] в языке-источнике. Обычно этот звук встречается, когда буква ро (ρ) стоит в начале слова с дасией или удвоена в середине. Например, древнегреческие ῥῶ [r̥ɔː] (название буквы ро), ῥυθμός [r̥ytʰ.ˈmos] (ритм), Πύρρος [ˈpyr̥.r̥os] (имя Пирр) и Ῥόδος [ˈr̥o.dos] (город и одноимённый остров Родос в Греции) давали в латинском языке rho, rhythmus, Pyrrhus и Rhodus соответственно.